# Alexei Panshin
Alexei Panshin (eigentlich Alexis Adams Panshin; geboren am 14. August 1940 in Lansing, Michigan; gestorben 21. August 2022 in Pennsylvania) war ein amerikanischer Science-Fiction-Autor und -Kritiker. Er war mit Cory Panshin verheiratet, die gleichfalls SF-Autorin und -Kritikerin ist und mit der er häufig zusammenarbeitete.

## Leben
Panshin war der Sohn von Alexis John Panshin, einem in Russland geborenen Professor für Holztechnologie, und von Lucie Elizabeth, geborene Padget. Während seines Zivildienstes von 1960 bis 1962 war er im Hauptquartier der US-Army in Seoul in der Gesundheitsvorsorge. Danach studierte an der Michigan State University, wo er 1965 den Bachelor machte, und an der University of Chicago, wo er 1966 mit dem Master abschloss. 1967 wurde als bester Fan-Autor mit dem Hugo Award ausgezeichnet. 1968 erschien Heinlein in Dimension, eine persönliche Analyse der Werke von Robert A. Heinlein. 1969 heiratete er Cory Seidman. 
Im gleichen Jahr erhielt er für seinen Debütroman Rite of Passage (deutsch als Welt zwischen den Sternen) den Nebula Award. Der Roman erzählt die Geschichte eines Mädchens, das auf einem Generationenraumschiff aufwächst, und von seinem Eintritt in die Welt der Erwachsenen. Als Initiationsritus (so die wörtliche Übersetzung des englischen Titels) wird es auf einem in der Vergangenheit von irdischen Kolonisten besiedelten Planeten ausgesetzt, wo es eine bestimmte Zeit überleben und mit den Herausforderungen der fremden Umgebung und der fremden Kultur der Bewohner des Planeten zurechtkommen muss.
Neben Rite of Passage und dem Fantasy-Roman Earth Magic (1978), einer ursprünglich unter dem Titel The Son of Black Morca in Fortsetzungen in dem Magazin Fantastic erschienenen Kollaboration mit seiner Frau Cory, verfasste Panshin auch drei Romane mit dem Protagonisten Anthony Villiers, einer charmanten Mischung aus Abenteurer, Schurke und Dandy, und seinem Begleiter Torve, dem Trog. Die launigen und leicht satirischen Weltraumabenteuer wurden ins Deutsche übersetzt und sollten in einem vierten Band, The Universal Panthograph, fortgesetzt werden, der aber nie erschienen ist. Die Kurzgeschichten von Panshin erschienen gesammelt in Farewell to Yesterday’s Tomorrow (1975) und Transmutations: A Book of Personal Alchemy (1982).
Die Zusammenarbeit zwischen Alexei und Cory Panshin bezieht sich hauptsächlich auf ihre kritischen Arbeiten. Zusammen verfassten beide eine große Zahl von Besprechungen und Essays. Ihr Hauptwerk in diesem Bereich, an dem beide viele Jahre lang arbeiteten, ist The World Beyond the Hill, eine umfangreiche Geschichte der Science-Fiction, die 1989 erschien und für die beide 1990 mit dem Hugo Award für das beste Sachbuch ausgezeichnet wurden. Bei den Locus Awards 1990 erreichte The World Beyond the Hill den zweiten Platz.

## Bibliografie
Anthony Villiers (Romanserie)
- 1 Star Well (1968)
  - Deutsch: Der galaktische Dandy : ein Antony-Villiers-Abenteuer mit Torve, dem Trog. Bastei-Lübbe-Taschenbuch #21158, 1982, ISBN 3-404-21158-8.
- 2 The Thurb Revolution (1968)
  - Deutsch: Die Blurb-Revolution. Übersetzt von C. T. Bauer. Bastei-Lübbe-Taschenbuch #21162, 1983, ISBN 3-404-21162-6.
- 3 Masque World (1969)
  - Deutsch: Maskenwelt. Übersetzt von C. T. Bauer. Bastei-Lübbe-Taschenbuch #21167, 1983, ISBN 3-404-21167-7.
- New Celebrations: The Adventures of Anthony Villiers (2002, Sammelausgabe von 1–3)

Romane
- Rite of Passage (1968)
  - Deutsch: Welt zwischen den Sternen. Übersetzt von Norbert Wölfl. Goldmanns Weltraum Taschenbücher #0122, 1970. Auch als: Welt zwischen den Sternen. Übersetzt von Harro Christensen. Bastei Lübbe Science Fiction Bestseller #22024, 1980, ISBN 3-404-22024-2.
- The Son of Black Morca (1973, auch als Earth Magic, 1978, mit Cory Panshin)
  - Deutsch: Erdmagie. Übersetzt von Rosemarie Hundertmarck. Bastei-Lübbe-Taschenbuch #20027, 1980, ISBN 3-404-20027-6.

Sammlungen
- Farewell to Yesterday’s Tomorrow (1975)
- Transmutations: A Book of Personal Alchemy (1982)

Kurzgeschichten
- Down to the Worlds of Men (1963)
- Dark Conception (1964, mit Joe L. Hensley, als Louis J. A. Adams)
- What Size Are Giants? (1965)
- The Sons of Prometheus (1966)
  - Deutsch: Die Söhne des Prometheus. In: Martin Harry Greenberg, Isaac Asimov, Charles G. Waugh (Hrsg.): Faszination der Science Fiction. Bastei Lübbe (Bastei Lübbe Science Fiction Special #24068), 1985, ISBN 3-404-24068-5.
- The Destiny of Milton Gomrath (1967)
- The Planet Slummers (1968, mit Terry Carr)
- One Sunday in Neptune (1969)
  - Deutsch: An einem Sonntag im Neptun. In: Science-Fiction-Stories 32. Ullstein (Ullstein 2000 #59 (3012)), 1973, ISBN 3-548-03012-2.
- Star Dream (1969, mit Terry Carr)
- What’s Your Excuse? (1969)
- A Sense of Direction (1969)
- Arpad (1971)
- How Georges Duchamps Discovered a Plot to Take Over the World (1971)
- How Can We Sink When We Can Fly? (1971)
  - Deutsch: Warum ertrinken wir, obwohl wir fliegen können?. In: Terry Carr (Hrsg.): Die Königin der Dämonen. König (König Taschenbücher #29), 1973, ISBN 3-8082-0072-3.
- Now I’m Watching Roger (1972)
- Sky Blue (1972, mit Cory Panshin)
- A Taste of Immortality (1972)
- A Fine Night to Be Alive (1972)
- Found in Space (1974, als R. Monroe Weems)
- When the Vertical World Becomes Horizontal (1974)
- Lady Sunshine and the Magoon of Beatus (1975, mit Cory Panshin)
- Coming Home in the Dark (1982)
- The Green Elephant (1982)
- The Old Space Ranger (1982)

Sachliteratur
- Heinlein in Dimension (1968, online)
- SF in Dimension: A Book of Explorations (1976, mit Cory Panshin)
- Mondi interiori: Storia della Fantascienza (1978; Einführung von Carlo Pagetti, übersetzt von Riccardo Valla; italienische Übersetzung einer Reihe von Beiträgen aus Fantastic von Cory und Alexei Panshin)
- The World Beyond the Hill: Science Fiction and the Quest for Transcendence (1989, mit Cory Panshin)